# Taeniophyllum cylindrocentrum
Taeniophyllum cylindrocentrum är en orkidéart som beskrevs av Rudolf Schlechter. Taeniophyllum cylindrocentrum ingår i släktet Taeniophyllum och familjen orkidéer. Inga underarter finns listade i Catalogue of Life.